# هوارد مارتن
هوارد مارتن (بالإنجليزية: Howard Martin)‏ هو فيلسوف بريطاني، ولد في 1935.